# Aegotheles terborghi
Aegotheles affinis (лат.) — вид птиц из семейства совиных козодоев. Обитает на острове Новая Гвинея.
Вид находится в близком родстве с австралийским и полосатым совиными козодоями. При выделении Aegotheles affinis в отдельный вид некоторое время считался его подвидом.

## Описание
Aegotheles affinis заметно крупнее родственного полосатого совиного козодоя: длина крыла у него составляет 154 мм, а хвоста — 142 мм, против 114—128 мм и 99—110 мм у полосатого. У него более тёмное и равномерное оперение сверху, чем у родственных совиных козодоев, с меньшим количеством отметин и полос.

## Распространение
В 1964 году Джаред Даймонд проводил исследование птиц в районе Каримуи (Karimui) Новой Гвинеи и получил от местного жителя экземпляр Aegotheles affinis. Попытки обнаружить этот вид в 2011—2012 годы не увенчались успехом, некоторые записи вокализации ночных птиц, сделанные в то время, принадлежали другим видам совиных козодоев. В 2016 году в экспедицию отправились Маркус Лагерквист (Markus Lagerqvist), Эшли Банвелл (Ashley Banwell), Рождер Макнейл (Roger McNeill). Они планировали исследовать те же территории, но им пришлось перейти на не исследованный ранее северо-восточный склон горы Каримуи. Птица в дупле была обнаружена на высоте около 1570 м, что заметно выше, чем отметка 1964 года, и выше известной максимальной высоты для полосатых совиных козодоев.

## Систематика
Aegotheles terborghi был описан Джаредом Даймондом в 1967 году.
В 2003 году американский биолог Джек Думбахер с коллегами предложили выделить в отдельный вид два подвида полосатого совиного козодоя — Aegotheles bennettii affinis и Aegotheles bennettii terborghi. Международный союз орнитологов рассматривает в качестве отдельных видов Aegotheles affinis и Aegotheles terborghi.
Учёные формируют малых совиных козодоев в отдельную группу внутри семейства. К ней принадлежат австралийские совиные козодои (Aegotheles cristatus), полосатые совиные козодои (Aegotheles bennettii, исследования опубликованы до выделения Aegotheles affinis и Aegotheles terborghi в отдельные виды), горные совиные козодои (Aegotheles albertisi) и совиные козодои Уоллеса (Aegotheles wallacii). Вместе эта группа считается сестринской по отношению к молуккским совиным козодоям (Aegotheles crinifrons).